# László Čopej
László Čopej (rusínsky Ласлов Чопей, maďarsky László Csopey, 1. října 1856 Romočevice — 23. června 1934 Budapešť) byl rusínský učitel, filolog, lingvista a reformátor rusínského jazyka. László byl rusínský buditel rusínofilské orientace a sám se pokusil o vytvoření jednotného rusínského literárního jazyka a to přes jeho Rusko-maďarský slovník.

## Život
László Čopej se narodil 1. října 1856 v obci Romočevice nedaleko Mukačeva. Jeho otec, Bazil Čopej, byl učitelem v obci Záluž. Studoval v Mukačevu a Šarišském Potoku a mezi lety 1876 až 1879 studoval matematiku a fyziku na Univerzitě Loránda Eötvöse v Budapešti, kde si také v roce 1883 dokončil učitelský certifikát.
V roce 1879 byl zaměstnán jako rusínsko-ruský překladatel v překladatelském oddělení maďarského premiéra a začal studovat domácí rusínské vztahy. V letech 1883 až 1925 pracoval jako učitel na střední škole v Budapešti.
László Čopej zemřel 23. června 1934 v Budapešti a je pohřben na nejvýznamnějším budapešťském hřbitově Farkasréti.

## Dílo
V maďarském prostředí je László Čopej jako překladatel knih od ruských autorů jako Nikolaj Vasiljevič Gogol, Ivan Sergejevič Turgeněv a Lev Nikolajevič Tolstoj. Lászlo ale také byl častým přispěvatelem do maďarských periodik jako Budapesti Szemle, Fővárosi Lapok, Nyelvtudománi Közlemények a Természettudományi Közlöny.

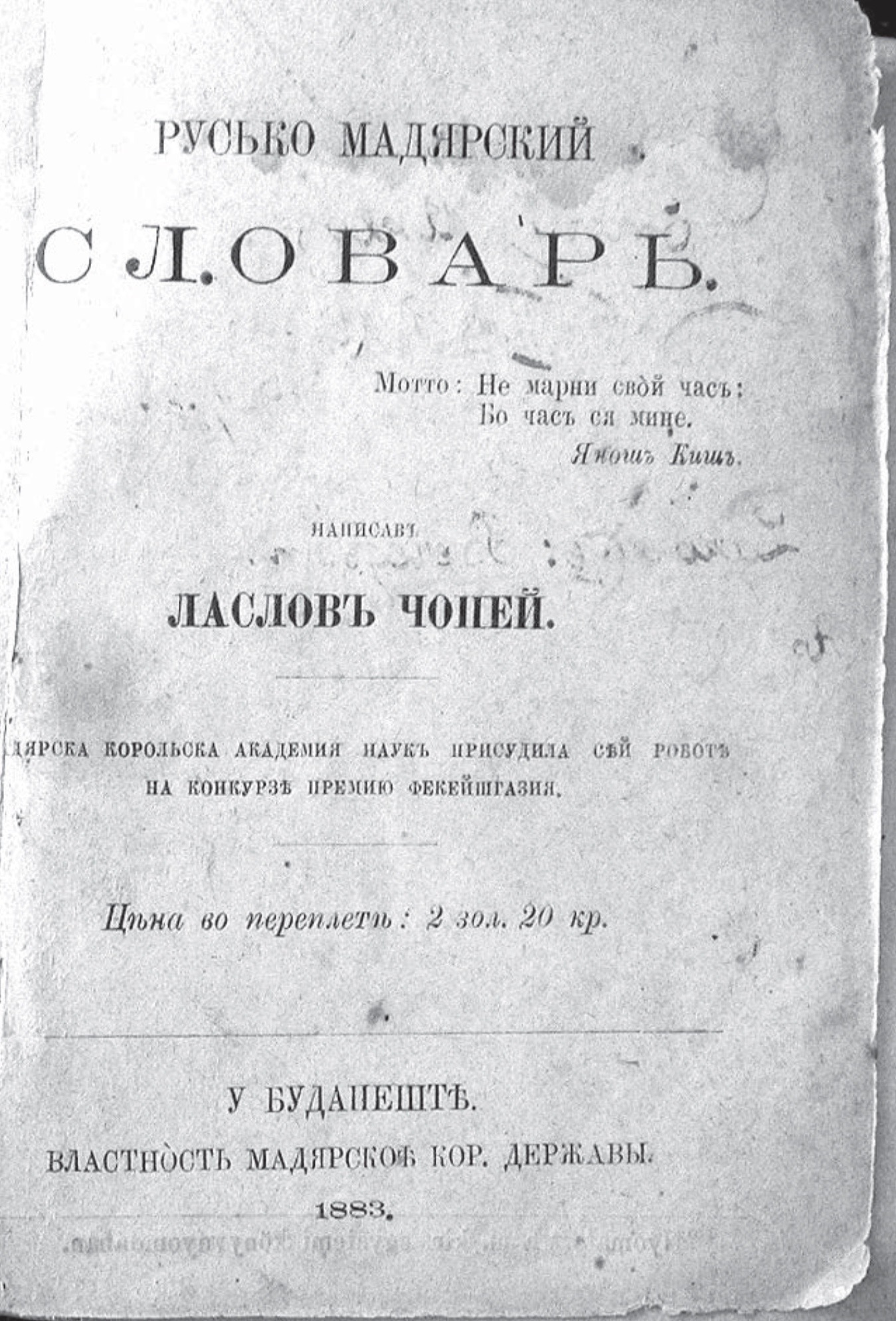
Titulní strana Rusko-maďarského slovníku, který Lázsló vydal v roce 1883

### Rusko-maďarský slovník
Mezi nejvýznamnější dílo od Lászla Čopeje se řadí jeho Rusko-maďarský slovník, který za toto dílo byl vyznamenán cenou Uherské akademie věd. Rusofilské křídlo rusínského národního obrození se však proti Čopejovu dílu ohradili. Samotný slovník byl sice napsán v rusínštině, ale v Čopejovi blízkém užském dialektu, který obsahoval množství maďarismů, a proto rusofilové brali jeho rusínský jazyk jako mezikrok k maďarizaci. Právě Rusofilové preferovali dílo Rusko-maďarský slovník od Alexandera Mytraka jehož slovník byl napsán ve spisovné ruštině a obsahoval pouze pár dialektismů z rusínštiny.
V ukrajinských kruzích je Čopejův slovník vysoce ceněn, zejména za zapojení „místního jazyka“, který ukrajinští lingvisté považují za součíst ukrajinského zakarpatského dialektu. Je ale důležité podotknout, že v předmluvě ke slovníku Čopej dosvědčuje odlišnost svého jazyka od maloruského (tj. ukrajinského) jazyka.
Rusínská, tehdy ještě četně rusofilsky zastoupená, inteligence ještě nebyla připravena přijmout reformní učebnice a slovníky v lidové řeči, ta byla dosud považována za důstojnou jen pro básně a učebnice, nikoli pro literaturu a vědu. Příkladem reakce na Čopejovo úsilí byla báseň od Alexandera Pavloviče Vasyl zapřel svůj původ.

### Učebnice
V letech 1881–1884 bylo na pověření Ministerstva náboženství a veřejného školství Uherska a na náklady státu vydáno několik rusínských učebnic určených pro místní rusínské národní školy, jejichž autorem či editorem byl László Čopej. Jednalo se například o Abecedu a první čítanku, Metodickou příručku k výuce abecedy, 24 nástěnných čtecích tabulí inspirovaných školskými metodami Pála Gönczyho, dále pak Druhou čítanku podle Jánose Gáspára, Cvičení ve výslovnosti a porozumění podle Lászla Nagy, nebo Příručku k výuce maďarského jazyka a Maďarskou čítanku pro rusínsky mluvící národní školy podle Vilmoše Groa.
Čopej rovněž přepracoval učebnici Dějiny Maďarů od Árona Kisse a Miksy Mayera, včetně k ní přidružené Metodické příručky k výuce maďarských dějin. Po roce 1887 se dále věnoval redakční práci, v jejímž rámci připravoval k vydání díla financovaná z celostátní podpory a většinu svazků přírodovědecké řady nakladatelství Természettudományi Könyvkiadó.